# IC 420
IC 420 è una nebulosa a riflessione nella costellazione di Orione; fa parte di un grande complesso nebuloso in cui è attiva la formazione di nuove stelle.
La nebulosa è visibile con un potente telescopio amatoriale nelle foto a lunga posa o digitali, subito ad est della ben più luminosa NGC 1977, nella parte più settentrionale dell'asterismo della Spada di Orione, nonché nella parte terminale verso nord della nube Orion A. Appare di color azzurro, a causa della radiazione delle stelle immerse in essa. La componente più brillante, nonché la principale sorgente di luce, è HD 36540, una gigante blu di classe spettrale B7III, la cui distanza, desunta dalle misurazioni della parallasse (pari a 1,85 mas), è di 540 parsec (1762 anni luce). Questa stella è anche una stella variabile del tipo SX Arietis, con un'elevata velocità di rotazione, catalogata come V1101 Orionis.
IC 420 fa parte della sezione più meridionale di un complesso nebuloso che comprende anche le vicine nebulose NGC 1973 e NGC 1975 e costituisce la parte più meridionale della grande regione H II Sh2-279, in cui sono in atto fenomeni di formazione stellare, confermati dalla presenza di alcuni oggetti HH.